# Culion
Culion is een gemeente in de Filipijnse provincie Palawan. Culion is tevens het grootste eiland van deze gemeente. Bij de laatste census in 2007 had de gemeente ruim 17 duizend inwoners.

## Geografie

### Bestuurlijke indeling
Culion is onderverdeeld in de volgende 14 barangays:
| - Balala - Baldat - Binudac - Burabod - Culango - De Carabao - Galoc | - Halsey - Jardin - Libis - Luac - Malaking Patag - Osmeña - Tiza |

## Demografie
Culion had bij de census van 2007 een inwoneraantal van 17.194 mensen. Dit zijn 2.104 mensen (13,9%) meer dan bij de vorige census van 2000. De gemiddelde jaarlijkse groei komt daarmee uit op 1,82%, hetgeen lager is dan het landelijk jaarlijks gemiddelde over deze periode (2,04%). Vergeleken met de census van 1995 is het aantal mensen met 4.170 (32,0%) toegenomen.

De bevolkingsdichtheid van Culion was ten tijde van de laatste census, met 17.194 inwoners op 499,59 km², 26,1 mensen per km².